# Anisophylleaceae
Anisophylleaceae sind eine Pflanzenfamilie innerhalb der Ordnung der Kürbisartigen (Cucurbitales). Die Familie hat eine pantropische Verbreitung und die Arten gedeihen in feuchten Wäldern und Sümpfen.

## Beschreibung
Es sind Bäume oder Sträucher. Die wechselständig und schraubig oder zwei- oder vierzeilig (bei manchen Anisophyllea-Arten) angeordneten Laubblätter sind einfach und meist ledrig. Die Blätter sind oft an der Basis asymmetrisch, davon leitet sich der botanische Name ab: aniso für ungleich und phyllon für Blatt. Die Blätter sind teils dimorph vor. Der Blattrand ist ganz. Die Blätter werden beim Trocknen oft gelb. Nebenblätter sind winzig oder fehlen.
Es gibt zwittrige (nur bei Combretocarpus) oder (funktionell) eingeschlechtige Blüten. Bei den meisten Taxa sind die Blüten eingeschlechtig und dann sind die Pflanzen einhäusig getrenntgeschlechtig (monözisch). In den Achseln blattloser Zweige stehen rispige, traubige oder zymöse Blütenstände. Die kleinen, radiärsymmetrischen Blüten weisen ein doppeltes Perianth auf. Die Blüten (zwei- bis fünf-) meist drei oder vierzählig. Es sind meist je vier (drei bis 16) freie Kelch- und Kronblätter vorhanden. Es sind zwei Kreise mit je vier freien Staubblätter vorhanden; entweder sind alle fertil oder einige sterile Staminodien. Die Staubbeutel sind klein. Ein gelappter Diskus umgibt an der Basis der Staubblätter die Spitze des Fruchtknotens. Drei bis vier Fruchtblätter sind zu einem unterständigen, drei- bis vierkammerigen Fruchtknoten verwachsen. Es sind drei bis vier freie Griffel vorhanden. In jeder Fruchtknotenkammer befinden sich nur ein bis zwei hängende, anatrope, Samenanlagen. Es kommt Viviparie vor.
Es werden meist Steinfrüchte gebildet, selten auch Kapselfrüchte und bei Combretocarpus Flügelnüsse (Samara). Die Früchte enthalten meist nur einen, bei Poga drei bis vier Samen. Die Samen sind geflügelt oder ungeflügelt. Die Samen enthalten kein Endosperm und nur kleine Keimblätter.

## Systematik und Verbreitung
Es handelt sich um eine tropische Familien mit auffälligen Disjunktionen auch auf Gattungsebene. In Südamerika gibt es zwei Arten, auf dem Afrikanischen Kontinent fünf bis neun Arten, auf Madagaskar eine Art und in Malesien 15 bis 19 Arten.
Anisophylleaceae ist die am isoliertesten stehende Pflanzenfamilie innerhalb der Ordnung der Kürbisartigen (Cucurbitales). Früher gab es eine eigene Ordnung Anisophylleales. Die Taxa waren auch schon in die Rhizophoraceae eingeordnet.
Die Familie Anisophylleaceae wurde 1922 unter dem Namen „Anisophylleae“ durch Henry Nicholas Ridley in The Flora of the Malay Peninsula, 1, S. 700 aufgestellt. Typusgattung ist Anisophyllea R.Br. ex Sabine. Ein Synonym für Anisophylleaceae (Schimp.) Ridl. ist Polygonanthaceae Croizat.
In der Familie der Anisophylleaceae gibt es vier Gattungen mit etwa 25 bis 34 Arten:
- Anisophyllea R.Br. ex Sabine (Syn.: Anisophyllum G.Don, orth. var., Tetracarpaea Benth.): Sie enthält etwa 30 Arten (Auswahl):
  - Anisophyllea apetala Scortech. ex King
  - Anisophyllea boehmii Engl.
  - Anisophyllea beccariana Baill.
  - Anisophyllea cabole Henriq.
  - Anisophyllea chartacea Madani
  - Anisophyllea cinnamomoides (Gardner & Champ.) Alston
  - Anisophyllea corneri Ding Hou
  - Anisophyllea curtisii King
  - Anisophyllea disticha (Jack) Baillon
  - Anisophyllea fallax Scott-Elliot: Sie ist in Madagaskar beheimatet.
  - Anisophyllea ferruginea Ding Hou
  - Anisophyllea globosa Madani
  - Anisophyllea grandis (Benth.) Burkill
  - Anisophyllea griffithii Oliver
  - Anisophyllea impressinervia Madani
  - Anisophyllea laurina R.Br. ex Sabine
  - Anisophyllea manausensis Pires & W.A.Rodrigues
  - Anisophyllea meniaudi Aubrev. & Pellegr.
  - Anisophyllea myriosticta J.-J.Floret
  - Anisophyllea nitida Madani
  - Anisophyllea obtusifolia Engl. & Brehmer
  - Anisophyllea polyneura Floret
  - Anisophyllea pomifera Engl. & Brehmer
  - Anisophyllea purpurascens Hutchinson & Dalziel
  - Anisophyllea reticulata Kochummen
  - Anisophyllea rhomboidea Baill.
  - Anisophyllea sororia Pierre

- Combretocarpus Hook. f.: Sie enthält nur eine Art:
  - Combretocarpus rotundatus (Miq.) Danser (Syn.: Combretocarpus motleyi Hook. f.): Die Heimat ist der Malaiische Archipel[2] (Sumatra und Borneo).
- Poga Pierre: Sie enthält nur eine Art:
  - Poga oleosa Pierre: Die Heimat reicht von Nigeria bis in die Kongoregion; dort wächst diese Art in den Regenwäldern, oft entlang der Flüsse und an der Küste[3].
- Polygonanthus Ducke: Die Frucht ist vierflügelig. Sie enthält nur zwei Arten im Amazonasbecken:
  - Polygonanthus amazonicus Ducke
  - Polygonanthus punctulatus Kuhlm.

## Nutzung
Nur wenige Arten werden durch den Menschen genutzt.
Wichtige holzliefernde Arten sind Combretocarpus rotundatus und Poga oleosa.
Aus den Samen von Poga oleosa wird Speiseöl gewonnen.
Anisophyllea laurina bildet eine essbare Frucht; die als „Monkey Apple“ bezeichnete Frucht wird auf den Märkten von Sierra Leone von April bis Mai verkauft.